# Michael J. Fox Foundation

Logo der Michael J. Fox Foundation

Die Michael J. Fox Foundation for Parkinson’s Research (MJFF) (dt. Michael-J.-Fox-Stiftung für Parkinson-Forschung) ist eine US-amerikanische Stiftung, die Mittel für Forschungen zur Parkinson-Krankheit aufbringt. Sie hat sich zum Ziel gesetzt, Therapien für die bislang unheilbare Krankheit zu finden.
Die Stiftung wurde im Mai 2000 von dem kanadischen Schauspieler Michael J. Fox gegründet, weil er selbst an der Parkinson-Krankheit erkrankt ist. Ihr Sitz ist New York. Dem Stiftungsvorstand gehören neben Fox 25 Mitglieder, vor allem Geschäftsleute an. Er wird von einem 36-köpfigen wissenschaftlichen Beirat unterstützt, dem internationale Neurologen angehören.
Zwischen November 2000 und Dezember 2005 hat die Stiftung über 78 Millionen US-Dollar Spendengelder an über 200 Forschungsprojekte in 18 Ländern verteilt. Gefördert werden vor allem innovative und erfolgversprechende Forschungsprojekte aus Pharmazie, Neurologie und Neurobiologie. Die Stiftung fördert auch die Stammzellenforschung, der sie große Chancen zurechnet, einen Durchbruch bei der Heilung von Parkinson zu erzielen.
Im April 2006 gründete die MJFF das Team Fox (TM), eine basisorientierte Kampagne, die ehrenamtlichen Helfern Hilfe für Spendensammlungen auf Gemeindeebene zu Gunsten der Michael J. Fox Foundation zur Verfügung stellt.
Seit 2012 bietet die Foundation mit dem Fox Trial Finder eine Internet-Plattform an, die durch einen anonymisierten Datenabgleich interessierte Betroffene und klinische Studien zu Parkinson in Wohnortnähe zusammenführen soll. Damit reagierte die Organisation auf Erkenntnisse aus einer selbst initiierten Umfrage mit knapp 1.000 Parkinson-Patienten: Hier hatte sich gezeigt, dass die Parkinson-Community stark an einem aktiven Beitrag zur Entwicklung neuer Therapieansätze für diese Krankheit interessiert ist, allerdings 61 % der befragten Patienten keine Kenntnis darüber hatten, wo Informationen zu klinischen Studien in Erfahrung gebracht werden können. Nur jeder 10. Betroffene war im Rahmen einer klinischen Studie behandelt worden.
In der Datenbank des Fox Trial Finders werden sowohl interventionelle Studien zur Untersuchung potenzieller neuer Arzneimittel geführt als auch Anwendungsbeobachtungen, die zu einem besseren Verständnis der Parkinson-Krankheit insgesamt beitragen sollen. Auf der Website des FTF werden nur solche Studien aufgeführt, die die Zustimmung der Ethikkommission erhalten haben.
Seit November 2013 ist der Fox Trial Finder auch für Deutschland online.